# Merystem pierwotny
Merystem pierwotny – tkanka twórcza roślinna, która powstaje bezpośrednio z merystemu zarodkowego i powoduje pierwotny przyrost rośliny. Wzrost merystemu jest inicjowany przez podziały komórek inicjalnych. W wyniku podziałów powstaje tkanka określana jako pramerystem, a tkanka wykazująca już pewien stopień zróżnicowania tworzy merystem pierwotny. W przypadku merystemu wierzchołkowego łodygi z pramerystemu wykształcają się trzy regiony: praskórka, prakambium, pramiękisz.  Dalsze różnicowanie prowadzi do powstania tkanek stałych.
Wyróżnia się merystemy pierwotne:
- merystem wierzchołkowy głównego pędu i korzenia,
- merystem interkalarny,
- niektóre merystemy archesporialne.